# Joseph Geist
Joseph Geist (* um 1770 in Wien; † 1824 in Graz) war ein österreichischer Uhrmacher und gilt als Begründer der ersten österreichischen Uhrenfabrik.

## Leben und uhrmacherische Leistung
Geist, Sohn eines Uhrmachers, besuchte nach einer Lehre bei seinem Vater das Gymnasium in Graz und wandte sich Studien der Physik und der Astronomie zu. 1797 legte er die Meisterprüfung als Uhrmacher ab, trat aber weder als Lehrherr, noch auf Versammlungen der Uhrmacherzunft in Erscheinung. Nach dem Tod des Vaters 1810 übernahm er dessen Geschäft und konzentrierte sich ganz auf die Uhrmacherei. Nach einigen Jahren Vorbereitung konstruierte und fertigte er präzise Pendeluhren, die in der Universitätssternwarte Wien und am polytechnischen Institut in Wien Verwendung fanden. Darüber hinaus sind einige Bodenstanduhren mit Sekundenpendel erhalten.
Um 1819 gründete er zusammen mit seinem Schwiegersohn Bernhard Jäckle (auch: Jeckle) und dessen Bruder die erste Uhrenfabrik der Österreichischen Monarchie.

## Bekannte Uhren
- Antriebswerk der Uhr im Grazer Uhrturm (1821), Stadtmuseum Graz
- Bodenstanduhr von Joseph Geist, Präzisionspendeluhr von Joseph Geist – Jahresläufer. Ursprünglich erwähnt im Polytechnisches Institut in Wien, dann mehr als 100 Jahre verschollen, nunmehr im Privatbesitz eines steirischen Uhrensammlers wieder aufgetaucht.